# Portillo (Chile)
Portillo ist ein Wintersportort in Chile auf 2860 m Höhe. Die nächste größere Stadt ist Los Andes.
Das Wintersportgebiet um Portillo ist eines der größten in Südamerika. Dort fanden vom 5. bis 14. August 1966 die 19. Alpinen Skiweltmeisterschaften statt, die erste (und Stand 2020 bisher auch einzigen) Weltmeisterschaften in der südlichen Hemisphäre. Die Skisaison dauert gewöhnlich von Mitte Juni bis Ende September.
Portillo liegt oberhalb der Baumgrenze an der Passstraße Paso de la Cumbre unterhalb des Túnel del Cristo Redentor.